# ألف فييرا سانتوس
ألف فييرا سانتوس (بالبرتغالية: Alef Vieira Santos‏) هو لاعب كرة قدم برازيلي في مركز الدفاع، ولد في 10 سبتمبر 1993 في إيتابونا في البرازيل. لعب مع نادي إنترناسيونال.

## وصلات خارجية
- ألف فييرا سانتوس على موقع قاعدة بيانات كرة القدم.إي يو (الإنجليزية)
- ألف فييرا سانتوس على موقع Soccerway.com (الإنجليزية)
- ألف فييرا سانتوس على موقع عالم كرة القدم.نت (الإنجليزية)